# Aéroport international de Gaziantep-Oğuzeli
Pour les articles homonymes, voir GZT.
L'aéroport international de Gaziantep-Oğuzeli (en turc : Gaziantep Oğuzeli Uluslararası Havalimanı ; code AITA : GZT • code OACI : LTAJ) est un aéroport international situé à Oğuzeli, une ville à une vingtaine de kilomètres de Gaziantep dans le sud-est de la Turquie. Il a ouvert en 1976 pour les vols nationaux et s'est élargi à l'international en 1993. D'importants travaux ont eu lieu en 2006 et aujourd'hui cet aéroport peut accueillir jusqu'à 4 millions de passagers. En 2018, il s'agit du dixième plus grand aéroport turc en nombre de passagers.

## Galerie

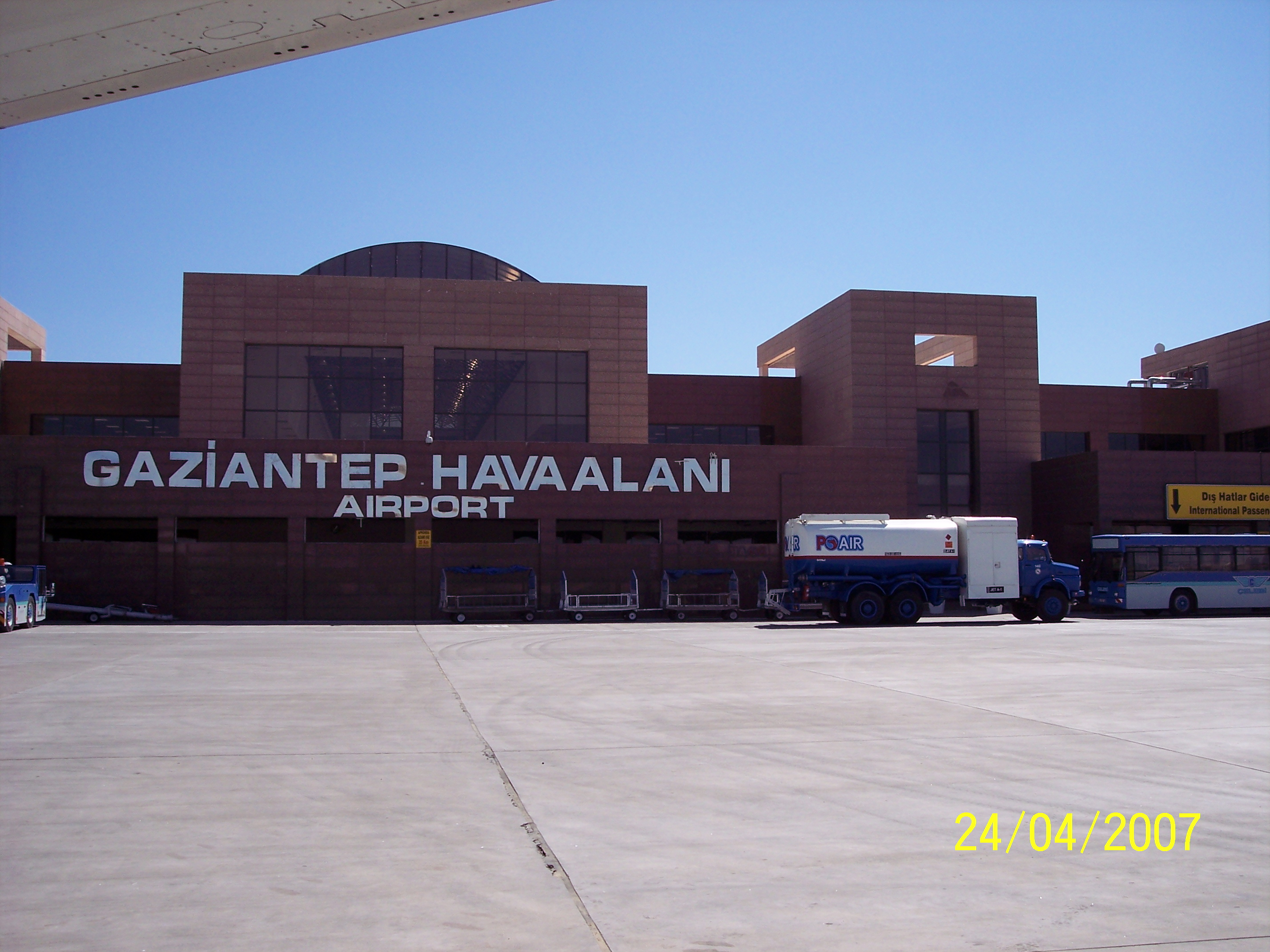
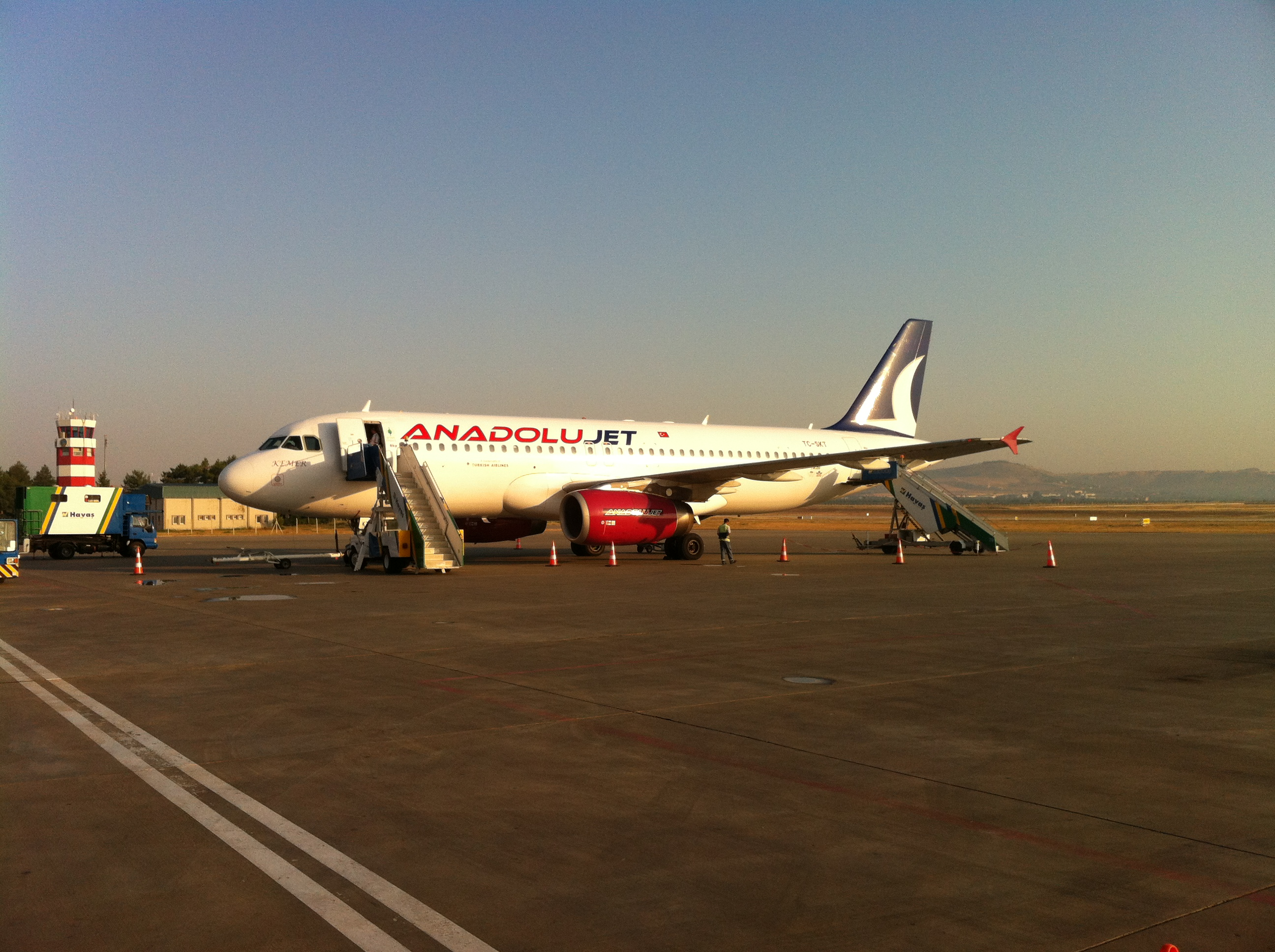

## Situation
| Adana Ankara Antalya Antioche Bodrum-Milas Dalaman Denizli Elâzığ Istanbul Sabiha-Gökçen Izmir Trabzon / Trébizonde Gaziantep Diyarbakır Kayseri Samsun Van Erzurum Konya Gazipaşa Malatya |

| Adana Ankara Antalya Antioche Bodrum-Milas Dalaman Denizli Elâzığ Istanbul Sabiha-Gökçen Izmir Trabzon / Trébizonde Gaziantep Diyarbakır Kayseri Samsun Van Erzurum Konya Gazipaşa Malatya |

## Compagnies et destinations
| Compagnies        | Destinations |
| ----------------- | --- |
| AJet              | Ankara Esenboğa, Erbil, Ercan, Istanbul-S. Gökçen, Yenişehir |
| Corendon Airlines | En saison: Cologne/Bonn-K. Adenauer |
| Iraqi Airways     | Bagdad |
| Pegasus Airlines  | Düsseldorf, Erbil, Ercan, Istanbul-S. Gökçen, Izmir-A. Menderes |
| SunExpress        | - Antalya, - Berlin-Brandebourg, - Düsseldorf, - Francfort, - Izmir-A. Menderes, - Munich-F. J. Strauß, - Stuttgart, - Zurich En saison: Genève-Cointrin, Hanovre, Londres-Luton |
| Turkish Airlines  | Istanbul En saison: - Bâle-Mulhouse, - Berlin-Brandebourg, - Düsseldorf, - Francfort, - Hambourg-H.-Schmidt, - Munich-F. J. Strauß, - Stuttgart, - Vienne-Schwechat, - Zurich    |

Actualisé le 24/05/2023

## Statistiques de fréquentation
Pour des raisons techniques, il est temporairement impossible d'afficher le graphique qui aurait dû être présenté ici.

Voir la requête brute et les sources sur Wikidata.
| Année | Intérieur | Évolution | Extérieur | Évolution | Total     | Évolution |
| ----- | --------- | --------- | --------- | --------- | --------- | --------- |
| 2018  | 2 362 415 | −1 %      | 292 921   | 16 %      | 2 655 336 | 1 %       |
| 2017  | 2 376 737 | 13 %      | 252 832   | 10 %      | 2 629 569 | 13 %      |
| 2016  | 2 099 976 | −2 %      | 230 514   | 18 %      | 2 330 490 | 0 %       |
| 2015  | 2 136 123 | 13 %      | 195 104   | 1 %       | 2 331 227 | 12 %      |
| 2014  | 1 889 937 | 14 %      | 192 884   | 16 %      | 2 082 821 | 14 %      |
| 2013  | 1 662 457 | 31 %      | 166 342   | −5 %      | 1 828 799 | 27 %      |
| 2012  | 1 268 715 | 8 %       | 174 254   | 21 %      | 1 442 969 | 10 %      |
| 2011  | 1 170 025 | 23,9 %    | 144 483   | 51,6 %    | 1 314 508 | 26,4 %    |
| 2010  | 944 661   | 33,3 %    | 95 311    | −23,3 %   | 1 039 972 | 24,8 %    |
| 2009  | 708 673   | 9,1 %     | 124 329   | 17,7 %    | 833 002   | 10,3 %    |
| 2008  | 649 344   | 1,1 %     | 105 624   | 14,6 %    | 754 968   | 2,8 %     |
| 2007  | 642 232   | -         | 92 195    | -         | 734 427   | -         |